# Сельское поселение Ерзовка
Сельское поселение Ерзовка — муниципальное образование в Кинель-Черкасском районе Самарской области.
Административный центр — село Ерзовка.

## История
Основано крестьянином по имени Фрол в конце  XVIII века, называлось по имени основателя хутора — Фролкино.
Современное название Ерзовка село получило в XX веке.
Численность населения на территории сельского поселения Ерзовка на конец 2014 года составляла 1379 человек. Количество дворов (домовладений) — 621. Этнический состав — основное население эрзяне (этническая группа мордвы), русские, украинцы, казахи.

## Административное устройство
В состав сельского поселения Ерзовка входят:
- посёлок Вязники,
- село Ерзовка,
- село Коханы,
- село Полудни.